# Иван Спаовски
Иван Георгиев Спаовски или Спасовски е български зограф от XIX век, представител на Дебърската художествена школа.

## Биография
Роден е в 1856 година в голямата мияшка паланка Галичник, тогава в Османската империя. През 1876 г. идва в Пловдив и до края на живота си работи самостоятелно из Пловдивско и Пазарджишко. Работи в църквата „Свети Георги“ в Момина клисура, построена в 1868 година. Надписът в храма гласи: „Тази църква исписа Иванъ Георгиевъ ѿ Дебърска околиѩ село Галiшникъ Макд. во времето на епитрота Георгия Лазовъ 1887“. Иконата на Иисус Христос е подписана „писа Иванъ Георгiевъ отъ Дебърска околия Галичникъ (Македония) 1885“. Стенописите не са с високо качество. Иван Спаовски е автор и на иконата на Свети Йоан Кръстител във „Възнесение Господне“ в Сопотския манастир, подписана „Писалъ Ив. Георгiевъ отъ с. Галичникъ, Дебърска околия (Македонъ) 1894“, на „Апостолски събор“ в „Света Неделя“, подписана „Писалъ Иванъ Георгiевъ Зографъ (Македонецъ) село Галичникъ 1897“, и на иконите на Света Богородица и Иисус Христос от 1908 година в „Свети Никола“ в Паная, подписана „Иконописецъ Ив. Георгиевъ (Македонецъ)“.
Негови икони има в църквата „Свети Георги“ в Мараша, Пловдив. Между 1893 и 1913 г. рисува иконостасните икони в църквата „Света Богородица“ в Копривщица. От него са иконите на Иисус Христос, надписана „1893 Писалъ Иванъ Георгiевъ отъ с. Галичникъ Деборска околия Македония“, на Три Светители, насписана „Иконографъ Инатъ Георгиевъ гр. Пловдивъ 1913 год.“ Негови вероятно са и неподписаните икони „Апостолски събор“, „Успение Богородично“, „Свети Йоан Кръстител“, „Света Богородица“, „Св. св. Петър и Павел“.
Иван Спаовски умира на 28 юни 1926 година в Пловдив.